# Giocangga
Giocangga fue el hijo de Fuman y abuelo paterno de Nurhaci (fundador de la dinastía Jin Posterior). Tanto él como su hijo, Taksi, atacaron la fortaleza de Atai, la cual estaba siendo sitiada por Nikan Wailan, un líder yurchen rival, quien prometió entregar el gobierno de la ciudad a quien matase a Atai. Uno de los súbditos de Atai se rebeló y le asesinó. Posteriormente Nikan Wailan asesinó a Giocangga y Taksi en circunstancias desconocidas. Giocangga, Taksi y Nikan estuvieron bajo las órdenes de Li Chengliang.

## Biografía
A Giocangga le fue otorgado el nombre de templo Jǐngzǔ (景祖), y nombre póstumo Emperador Yi (翼皇帝) por la dinastía Qing.
En 2005, un estudio dirigido por un investigador del Wellcome Trust Sanger Institut sugirió que Giocangga podría ser antecesor directo por vía masculina de unos 1.5 millones de hombres, mayoritariamente en el noreste de China. Esto se atribuye a toda la descendencia que Giocangga tuvo en vida, contando con todas sus esposas y concubinas.

## Familia
- Hermanos

1. Desikū (ᡩᡝᠰᡳᡴᡠ; 德世庫, Déshìkù)
2. Liocan (ᠯᡳᠣᠴᠠᠨ; 瑠闡, Liúchǎn)
3. Soocangga (ᠰᠣᠣᠴᠠᠩᡤᠠ; 索長阿, Suǒcháng'ā)
4. Boolangga (ᠪᠣᠣᠯᠠᠩᡤᠠ; 包朗阿, Bāolǎng'ā)
5. Boosi (ᠪᠣᠣᠰᡳ; 寶實, Bǎoshí)

- Hijos (5 varones)

1. Lidun Baturu (ᠯᡳᡩᡠᠨ
ᠪᠠᡨᡠᡵᡠ; 禮敦巴圖魯 Lǐdūn Bātúlǔ)
2. Erguwen (ᡝᡵᡤᡠᠸᡝᠨ; 額爾袞 É'ěrgǔn)
3. Jaikan (ᠵᠠᡳᡴᠠᠨ; 界堪 Jièkān)
4. Taksi (ᡨᠠᡴᠰᡳ; 塔克世 Tǎkèshì)
5. Taca Fiyanggū (ᡨᠠᠴᠠ
ᡶᡳᠶᠠᠩᡤᡡ; 塔察篇古 Tǎchá Piāngǔ)